# Hailey Niswanger
Hailey Niswanger (* 12. Februar 1990 in Houston) ist eine US-amerikanische Musikerin (Alt- und Sopransaxophon, Flöte, Komposition) des Modern Jazz.

## Leben und Wirken
Hailey Niswanger wuchs in Portland, Oregon, auf und schloss ihr Studium Ende 2011 mit einem Bachelor in Jazz Performance am Berklee College of Music in Boston ab. Mit 19 Jahren war sie Siegerin bei der Mary Lou Williams Saxophone Competition. Anschließend lebte sie sieben Jahre in Brooklyn, New York, bevor sie nach Los Angeles zog. Sie trat bislang mit Musikern wie Esperanza Spalding, Terri Lyne Carrington (The Mosaic Project), Harvey Mason, Wolff & Clark Expedition und mit Ralph Peterson Jr. auf. Außerdem leitete sie eigene Bands, mit denen sie bei zahlreichen Jazzfestivals auftrat. Hailey war ferner Gastsolist bei der Soul Rebels Brass Band und trat mit Demi Lovato bei Saturday Night Live und mit dem Noise-Pop-Duo Sleigh Bells in Late Night mit Jimmy Fallon und in der Late Show von David Letterman auf. Unter eigenem Namen legte sie bislang drei Alben vor, Confeddie (2009), The Keeper (2012) und PDX Soul (2015).
2016 gründete Hailey die Formation MAE.SUN, mit der sie ihre eigenen Kompositionen spielt und im Raum New York auftrat. Mit der Gruppe tourte sie auch an der Westküste der USA, trat beim San Jose Jazz Summer Fest auf und spielte live auf WBGOs The Checkout. Der Band gehören Nikara Warren am Vibraphon, Axel Laugart (Piano), Andrew Renfroe (Gitarre), Aaron Liao am Bass und David Frazier Jr. am Schlagzeug an. Das Debütalbum Vol. 1: Inter-be  erschien 2017, gefolgt von Vol. 2: Into the Flow (2019). Im Bereich des Jazz war sie laut Tom Lord zwischen 2008 und 2018 an acht Aufnahmesessions beteiligt. Hailey wurde in sieben aufeinander folgenden Jahren in der Down-Beat-Kritikerumfrage als Rising Star  in den Kategorien für Alt- und Sopransaxophon aufgeführt.

## Diskographische Hinweise
- Confeddie (2009), mit Michael Palma, Greg Chaplin, Mark Whitfield Jr.
- The Keeper (2012), mit Darren Barrett, Takeshi Ohbayashi, Max Moran, Mark Whitfield, Jr.
- PDX Soul (2015)